# Adrian Mitchell
Adrian Mitchell (n. 24 octombrie 1932, Hampstead Heath⁠(d), Anglia, Regatul Unit – d. 20 decembrie 2008, North London⁠(d), Anglia, Regatul Unit) a fost un poet, scriitor și dramaturg englez.